# Heineken Open 2007
Heineken Open 2007 — тенісний турнір, що проходив на кортах з твердим покриттям у місті Окленд (Нова Зеландія), Нова Зеландія з 8 січня . Належав до категорії International Series, був турніром серії ATP Auckland Open 2007 року.

## Фінальна частина

### Одиночний розряд
Давид Феррер —  Томмі Робредо 6–4, 6–2

### Парний розряд
Джефф Кутзе /  Рогір Вассен —  Сімон Аспелін /  Кріс Гаггард 6–7(9–11), 6–3, [10–2]